# Очковая кустарниковая танагра
Очковая кустарниковая танагра (лат. Chlorospingus flavopectus) — вид воробьиных птиц из семейства Passerellidae.

## Распространение и места обитания
Птицы населяют горные леса, на высоте от 1000 до 2700, иногда до 3500 метров над уровнем моря, в Мексике, Центральной и Южной Америке — от Мексики до северной Аргентины. Обитают в субтропических и тропических горных влажных и сильно деградированных лесах и высокогорных кустарниковых зарослях, на лесных границах (опушках) и просеках.

## Описание
Длина тела 14—15 см, масса 18,5—23 грамм. «Шапка» (верхняя часть головы) и оперение боков головы коричневато-чёрные или чёрные. Оперение спинной стороны тела оливково-зелёное. Радужка глаз желтоватая или коричневатая. За глазами имеется почти белые пятно или белое у подвидов C. f. eminens, C. f. jacqueti и C. f. ponsi. Перья горла белые, в мелком чёрном окраплении. Перья по сторонам оливково-жёлтой груди жёлтые, брюшка и огузка — оливково-жёлтые. Или у C. f. flavopectus «шапка» и бока головы серые; за глазами чёрные перья образуют полосу; горло не крапчатое.

### Голос
Песня, у представителей в Перу — «чип-чип-чип-чидип-чидип-чидип-чидип-чиу-чиу-чиу»; каждый звук длительностью в секунду, песня же может продолжаться на протяжении нескольких минут. Токующие самцы издают звуки, напоминающие, «чип» и трель, во многом схожую с теми, которые издают другие представители рода — «тс-ьт-ьт-ьт-ьт-ьт». Записанные звуки можно прослушать по ссылке→.

## Классификация
Выделяют 26 подвидов с ареалами:
- Chlorospingus flavopectus albifrons Salvin & Godman, 1889 — в горах Южная Сьерра-Мадре в штатах Герреро и Оахака (южная Мексика);
- Chlorospingus flavopectus argentinus Hellmayr, 1921 — в Андах центральной Боливии южнее до северной Аргентины (в провинциях Жужуй, Сальта и Тукуман)
- Chlorospingus flavopectus bolivianus Hellmayr, 1921 — в Андах от Кордильера-де-Ла-Пас южнее до северных Кордильера-де-Кочабамба в северной Боливии;
- Chlorospingus flavopectus cinereocephalus Taczanowski, 1874 — в Андах в регионе Хунин, возможно и на севере Куско (центральный Перу);
- Chlorospingus flavopectus dwighti Underdown, 1931 — на склонах со стороны Карибского моря в штате Чьяпас (южная Мексика) и в Гватемале;
- Chlorospingus flavopectus eminens J. T. Zimmer, 1946 — восточные склоны восточных Анд в Колумбии — в южном Норте-де-Сантандере и в Бояка;
- Chlorospingus flavopectus exitelus Olson, 1983 — на склонах севера центральных Анд департаменте Антьокия (Колумбия);
- Chlorospingus flavopectus falconensis Phelps & Gilliard, 1941 — в Сьерра-де-Сан-Луисе (Фалькон) и Сьерра-де-Ароа (Яракуй) на севере Венесуэлы;
- Chlorospingus flavopectus flavopectus (Lafresnaye, 1840) — на западных склонах восточных Анд в Колембии от Сантандера южнее до города Богота в Кундинамарка;
- Chlorospingus flavopectus fulvigularis von Berlepsch, 1901 — в Андах на юге Кордильера-де-Кочабамба в центральной Боливии;
- Chlorospingus flavopectus hiaticolus O'Neill & T. A. Parker, 1981 — в Андах северного Перу;
- Chlorospingus flavopectus honduratius von Berlepsch, 1912 — в Сальвадоре и Гондурасе;
- Chlorospingus flavopectus jacqueti Hellmayr, 1921 — в штате Миранда, на восточных склонах Анд от Лара южнее до Тачира (северная и юго-западная Венесуэла) и на западных склонах восточных Анд в департаменте Норте-де-Сантандер (Колумбия);
- Chlorospingus flavopectus macarenae J. T. Zimmer, 1947 — в горах Макарена на юге департамента Мета (Колумбия);
- Chlorospingus flavopectus nigriceps Chapman, 1912 — в Колумбии — на восточных склонах западных Анд на севере, на склонах центральных Анд (южнее от C. f. exitelus) и западные склоны восточных Анд (южнее от C. f. flavopectus и C. f. trudis к верхней границе долины реки Магдалена[англ.]);
- Chlorospingus flavopectus olsoni Avendaño, Stiles & Cadena, 2013 — восточные склоны восточных Анд в центре Колумбии;
- Chlorospingus flavopectus ophthalmicus (Du Bus de Gisignies, 1847) — на склонах гор со стороны Атлантического океана в восточной Мексике — от юго-восточного Сан-Луис-Потоси и западного Веракруса южнее до северо-восточного Оахака;
- Chlorospingus flavopectus peruvianus Carriker, 1933 — в Андах в регионах Куско и Пуно на севере Перу;
- Chlorospingus flavopectus phaeocephalus P. L. Sclater & Salvin, 1877 — на склонах Анд в Эквадоре;
- Chlorospingus flavopectus ponsi Phelps & Phelps Jr, 1952 — на восточных склонах Сьерра-де-Периха в северо-западной Венесуэле;
- Chlorospingus flavopectus postocularis Cabanis, 1866 — на склонах гор со стороны Тихого океана в штате Чьяпас (южная Мексика) и в Гватемале;
- Chlorospingus flavopectus punctulatus P. L. Sclater & Salvin, 1869 — от Верагуас до провинции Панама в западной Панаме;
- Chlorospingus flavopectus regionalis Bangs, 1906 — в Никарагуа, восточной Коста-Рике и западной Панаме;
- Chlorospingus flavopectus trudis Olson, 1983 — западные склоны восточных Анд в городе Ла-Пика между Сан-Андрес и Малага на востоке департамента Сантандер (Колумбия);
- Chlorospingus flavopectus venezuelanus von Berlepsch, 1893 — западные склоны Анд Венесуэлы — от штата Лара южнее до Тачира;
- Chlorospingus flavopectus wetmorei Lowery & R. J. Newman, 1949 — в горах Сьерра-де-Лос-Тухтлас[англ.] на востоке Веракрус (южная Мексика).